# Teoria da circunscrição
A teoria da circunscrição é uma teoria sobre o papel da guerra na formação do estado na antropologia política, criada pelo antropólogo Robert Carneiro. A teoria foi resumida em uma frase por Schacht: “Em áreas de terras agrícolas circunscritas, a pressão populacional levou à guerra que resultou na evolução do estado”. Quanto mais circunscrita for uma área agrícola, Carneiro argumenta, mais cedo ela se unifica politicamente.

## A teoria em resumo
A teoria começa com algumas suposições. A guerra geralmente dispersa as pessoas, em vez de uni-las. A circunscrição ambiental ocorre quando uma área de terras agrícolas produtivas é cercada por uma área menos produtiva, como montanhas, desertos ou mares. A aplicação de agricultura extensiva traria retornos severamente decrescentes.
Se não houver circunscrição ambiental, então os derrotados em uma guerra podem migrar para fora da região e se estabelecer em outro lugar. Se houver circunscrição ambiental, então os derrotados na guerra são forçados a se submeter aos seus conquistadores, porque a migração não é uma opção e as populações dos conquistados e conquistadores estão unidas. A nova organização estatal busca aliviar a pressão populacional aumentando a capacidade produtiva das terras agrícolas através, por exemplo, de cultivo mais intensivo usando irrigação.

## Desenvolvimento primário e secundário do estado
O desenvolvimento primário do estado ocorreu nos seis estados originais do Vale do Nilo, Peru, Mesoamérica, Vale do Rio Amarelo na China, Vale do Rio Indo e Mesopotâmia. O desenvolvimento secundário do estado ocorreu em estados que se desenvolveram a partir do contato com estados já existentes. O desenvolvimento primário do estado ocorreu em áreas com circunscrição ambiental.
A presunção, segundo a Hipótese de Carneiro, é que a intensificação agrícola, e a coordenação social e coerção necessárias para alcançar esse fim foram resultado da guerra em que as populações vencidas não puderam se dispersar; a coordenação coercitiva necessária para o aumento da produção de excedentes é, segundo a hipótese de Carneiro, um fator causal na origem do Estado. Por exemplo, os vales montanhosos do Peru que descem para a costa do Pacífico foram severamente circunscritos ambientalmente. As populações amazônicas poderiam sempre se dispersar e manter contato esparso com outros vizinhos, potencialmente hostis, enquanto as populações costeiras andinas não poderiam.

## Críticas
A teoria de Carneiro foi criticada pela "escola do estado primitivo" holandesa que surgiu na década de 1970 em torno do antropólogo cultural Henri J.M. Claessen, com base no fato de que há considerável evidência contrária à teoria de Carneiro. Também há casos de ambientes circunscritos e culturas violentas que falharam em desenvolver estados, por exemplo, nos estreitos vales de montanha do interior de Papua Nova Guiné, ou nas costas do Pacífico noroeste da América do Norte. Além disso, a formação de alguns estados antigos na África Oriental, Sri Lanka e Polinésia não se encaixa facilmente no modelo de Carneiro. Assim, a escola de Claessen desenvolveu um "modelo de interação complexa" para explicar a formação precoce de estados, no qual fatores como ecologia, estruturas sociais e demográficas, condições econômicas, conflitos e ideologia se alinham de maneiras que favorecem a organização estatal.

## Desenvolvimento e revisão posteriores
Carneiro desde então revisou sua teoria de várias maneiras. Ele argumentou que a concentração populacional pode atuar como um impulso de nível mais baixo para conflitos tribais do que a circunscrição geográfica. Ele também argumentou que, além das necessidades de conquista, uma razão mais importante para a criação de chefias foi a ascensão de chefes de guerra que usam seus leais militares para assumir um grupo de vilas e se tornar chefes supremos. A teoria também foi aplicada a muitos outros contextos, como o reino Zulu. Um dos principais especialistas em teoria do sistema-mundo, Christopher Chase-Dunn, observou em 1990 que a teoria da circunscrição é aplicável ao sistema global. Como o sistema mundial moderno, sendo global, é completamente circunscrito, o fator de circunscrição deve levar à unificação política do mundo, como já aconteceu em escalas regionais em várias ocasiões no passado. A tese foi desenvolvida ainda mais pelo historiador Max Ostrovsky, que usou amplamente a teoria da circunscrição em seu livro. Os trabalhos de Chase-Dunn e Ostrovsky ligaram a teoria da circunscrição com a outra teoria de Carneiro sobre a unificação política do mundo. 
No "Prefácio" ao livro de Ostrovsky Carneiro reconhece que abandonou injustamente a teoria da circunscrição na Idade do Bronze. A entrevista posterior de Carneiro contém sua resposta à intrigante pergunta: "Estamos circunscritos agora?"